# Herb gminy Bielawy
Herb gminy Bielawy – jeden z symboli gminy Bielawy, ustanowiony 26 kwietnia 2005.

## Wygląd i symbolika
Herb przedstawia na tarczy  w polu srebrnym mury miejskie czerwone z trzema wieżami o trzech blankach każda. W wieżach okienka czarne, w murze, pod każdą z wież także okienko.

## Historia
Zachowały się dwie pieczęcie Bielaw z czasów gdy miejscowość posiadała prawa miejskie (1403-1870). Obecny herb gminy wzorowany jest na najstarszej pieczęci z 1535 roku, na której widniał mur miejski z trzema blankowanymi wieżami. Zachowała się też pieczęć z 1778 przypisywana Bielawom, na której widniało godło herbu Pilawa.